# تمارا هولمز
تمارا هولمز (بالإنجليزية: Tamara Holmes) هي لاعب كرة قاعدة أمريكية، ولدت في 2 يونيو 1974 في بيركيلي في الولايات المتحدة.